# 南十字座AW
南十字座AW，又名BD+35 2496，HD 120933、SAO 63793、HR 5219，是南十字座的一颗恒星，视星等为4.74，位于銀經66.1，銀緯75.14，其B1900.0坐标为赤經13h 47m 22.8s，赤緯+34° 75.14′ 22″。